# Buenos Dias!
Buenos Dias! é o segundo álbum de estúdio da carreria solo do cantor gaúcho Wander Wildner, lançado em 1999 pelo gravadora Trama. Produzido pelo próprio Wander e gravado no Estúdio Dreher em Porto Alegre.

## Faixas
1. "Entre o Céu e o Inferno" (Bruno Badia, Giancarlo Morelli, Marcos Rubenich, Wander Wildner) – 2:21
2. "Minha Vizinha" (Carlos Gerbase, Wander) – 4:19
3. "Quase um Alcoólatra" (Giancarlo Morelli) – 3:15
4. "Não Sei Viver" (Plato Divorak) – 3:07
5. "Rato de Porão" (Amilson Silva, Estevan Santos, Marcelo Moreira, Wander) – 2:10
6. "O Guaíba Tá Podre!" (Wander) – 3:42
7. "Refrões" (Wander) – 3:27
8. "Eu Queria Morar em Beverly Hills" (André Balaio, Cristiano Ameba, Gustavo Roubada, Humberto Gordo) – 4:11
9. "Passatempo" (Gustavo Mullem, Marcelo Nova) – 4:13
10. "Jesus Voltará" (David L. Fisher; versão: Wander) – 4:03
11. "Albert Einstein" (Carlos Panzenhagem, Nenung) – 5:22

## Prêmios e indicações

### Prêmio Açorianos
| Ano  | Categoria         | Indicação    | Resultado |
| ---- | ----------------- | ------------ | --------- |
| 1999 | Disco de Pop/Rock | Buenos Dias! | Indicado  |